# Dacia Könyvkiadó
Dacia Könyvkiadó a romániai könyvkiadás 1970-ben történt átszervezése során Kolozsvárt létesült vállalat; a nagy múltú kolozsvári könyvkiadás hagyományait felelevenítve az irodalom, a művelődés és a tudomány helyi eredményeinek országos szintű és igényű közvetítését tűzte ki céljául román, magyar és német nyelvű kiadványaival. Fennállásának első évtizedében (1970-79) összesen 336 művet adott ki magyarul. Igazgató Alexandru Căprariu író, a magyar szerkesztőség vezetője megalakulásakor Lászlóffy Aladár, majd Kerekes György (1970-től), munkatársai: Dáné Tibor, Gaál Anna (1972-74), Jancsik Pál, Keresztesi Éva (1970-72), Varró János.
Magyar nyelvű könyvtermelésének több mint egyharmada eredeti szépirodalom (106 mű) és szépirodalmi fordítás (17 mű), egyharmada a középiskolai oktatás igényeihez közvetlenül kapcsolódó Tanulók Könyvtára (92 mű) és Kismonográfia (13 mű) sorozat köteteiből áll, míg a harmadik túlnyomó részét eredeti tudományos művek (25 mű) és az Antenna sorozat kötetei (1972-től 1979-ig összesen 27 kötet) alkotják. Művészeti kiadványai közül dokumentumértéküknél fogva kiemelkednek a művész-emlékezések Banner Zoltán szerkesztésében (Nagy Albert, Mikola András, Papp Aurél, Szolnay Sándor, Márkos András kötetei) s művészi rangjuknál fogva Gy. Szabó Béla albumai (Hónapok, 1973; Mexikói tél, 1974; La divina commedia, 1977).
Az eredeti irodalomban elsősorban a kolozsvári és Kolozsvár vidéki írók, költők köteteinek kiadását vállalja, de helyet adott az évek folyamán a bukaresti Bodor Pál és Szemlér Ferenc, a szatmári Soltész József, a nagykárolyi Fényi István, a marosvásárhelyi Nemes László, Jánosházy György, Spielmann József, Szőcs Kálmán, Tóth István, a dési Varró Dezső, a Nagyváradon élő Fábián Sándor és Horváth Imre munkáinak is. Kiadta a fiatal költők Varázslataink című antológiáját (1974).
A profiljáról kialakítható képet néhány népköltészeti és népművészeti kiadvány (Kós Károly, Nagy Olga, Ráduly János kötetei), néhány társadalomtudományi, filozófiai kötet (köztük a fiatal filozófus nemzedéket is felsorakoztató Látóhatár című tanulmánykötet 1973-ban), egy-egy nyelvtudományi és történeti tematikájú mű (köztük Horváth István jelentős falurajza, a Magyarózdi toronyalja, 1970) teszi teljessé.
A Dacia Könyvkiadó kiadásában fennállásának évei alatt több klasszikus és kortárs magyar irodalmi mű román fordítása is megjelent: Petőfi Apostola (1972), Jókai Cigánybáró és Sárga rózsa című kisregényei (1976), Áprily Lajos, Létay Lajos és Kassák Lajos versei (1976, 1978, 1980) s három figyelemre méltó gyűjteményes kötet: Petre Șaitiș magyar balladafordítása (1976), egy mai magyar drámaantológia (1974) és a romániai magyar líra Forrás-nemzedékét bemutató válogatás Teodor Balteș fordításában (1979).
1989 után először a cenzúra miatt ki nem adott köteteket jelentették meg, többek között Mózes Attila Vénasszonyok nyara című könyvét, illetve Székely János Új képes krónika című drámagyűjteményét. 1992-ben a Dacia Könyvkiadó állami részvénytársasággá alakult át.

## További irodalom
- Kolozsvári könyvkiadó. Kérdez Beke György, válaszol Kerekes György. Utunk 1973/1.
- Bodor Pál: A Dacia magyar könyvei 1970-1980. A Hét 1980/39.